# بازجذب (کلیه)

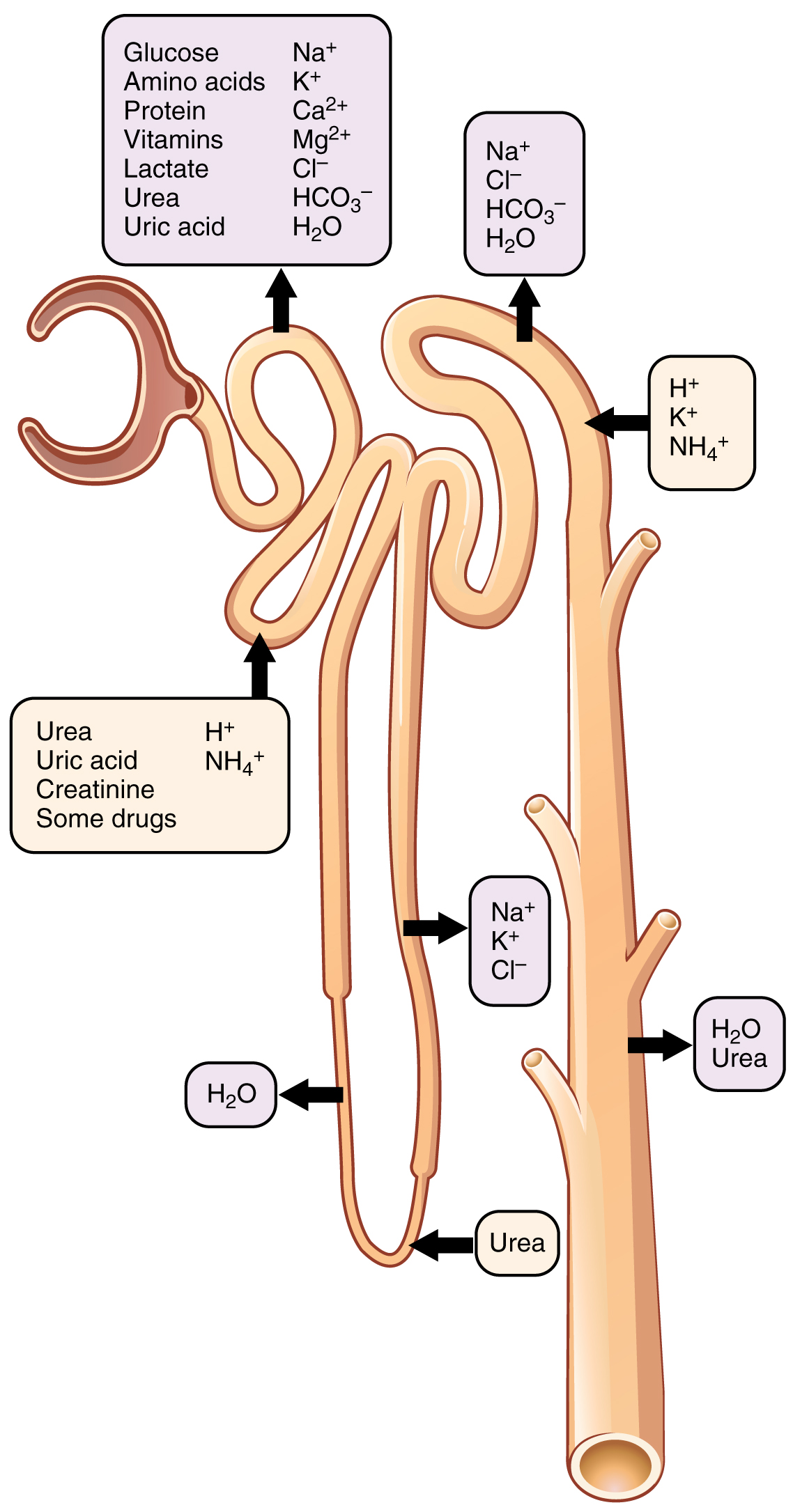
تصویری از نفرون که نشان می‌دهد هر قسمت از آن چه موادی را بازجذب یا ترشح میکند

در فیزیولوژی کلیه، بازجذب (به انگلیسی: Reabsorption) یا بازجذب لوله‌ای فرآیندی است که نفرون آب و املاح را از مایع لوله‌ای (پیش‌ادرار) خارج کرده و به خون در گردش بازمی‌گرداند. به آن بازجذب (و نه جذب) می‌گویند زیرا این مواد قبلاً یک بار جذب شده‌اند (به ویژه در روده‌ها) و بدن در حال بازیابی آنها از جریان مایع پس از گلومرولی است که در مسیر تبدیل شدن به ادرار است (یعنی به زودی جذب می‌شوند). در ادرار از بین می‌رود، مگر اینکه از لوله به مویرگ‌های پیرامون لوله بازجذب شوند. این در نتیجه انتقال سدیم از لومن به خون توسط Na + /K + ATPase در غشای پایه‌ای کناری سلول‌های بافت پوششی رخ می‌دهد؛ بنابراین، فیلتر گلومرولی غلیظتر می‌شود که یکی از مراحل تشکیل ادرار است. نفرون‌ها به پنج بخش تقسیم می‌شوند که بخش‌های مختلف آن مسئول بازجذب مواد مختلف هستند. بازجذب به بسیاری از املاح سودمند (عمدتاً گلوکز و اسیدهای آمینه)، نمک‌ها و آبی که از کپسول بومن گذشتند، اجازه می‌دهد تا به گردش خون بازگردند. این املاح به صورت ایزوتونیک بازجذب می‌شوند، بدین صورت که پتانسیل اسمزی سیال خروجی از لوله پیچ‌خورده پروگزیمال مشابه فیلتر گلومرولی اولیه است. با این حال، گلوکز، اسیدهای آمینه، فسفات معدنی و برخی املاح دیگر از طریق انتقال فعال ثانویه از طریق کانال‌های همسوبر که توسط گرادیان سدیم هدایت می‌شوند، دوباره جذب می‌شوند.
سیستم رنین – آنژیوتانسین:
1. کلیه‌ها فشار خون پایین را حس می‌کنند.
2. رنین در خون آزاد می‌شود.
3. رنین سبب تولید آنژیوتانسین I می‌شود.
4. آنزیم مبدل آنژیوتانسین (ACE) آنژیوتانسین I را به آنژیوتانسین II تبدیل می‌کند.
5. آنژیوتانسین II ترشح آلدوسترون، ADH و تشنگی را تحریک می‌کند.
6. آلدوسترون سبب بازجذب سدیم توسط کلیه‌ها می‌شود. ADH جذب آب را افزایش می‌دهد.
7. آب به دنبال سدیم می‌آید.
8. با افزایش حجم خون، فشار نیز افزایش می‌یابد.